# Hector (New York)
Hector (offiziell Town of Hector)  ist eine Town im Schuyler County im  US-Bundesstaat New York in den Vereinigten Staaten. Das U.S. Census Bureau hat bei der Volkszählung 2020 eine Einwohnerzahl von 4.895 ermittelt.
Hector ist bekannt als Ort für Wochenendausflüge aufgrund seiner Lage am Seneca Lake und dem Finger Lakes National Forest.

## Geographie

### Geographische Lage, Geologie
Hector liegt im Westen des Schuyler Countys, etwa 30 km nordwestlich von Ithaca und rund 90 km südwestlich von Syracuse. Dabei befindet sich Hector in der Region der Finger Lakes am Ufer des Seneca Lakes.
Durch Hector fließen der Cranberry Creek, der Bullhorn Creek, der Hector Falls Creek, der Hencoop Creek, der Sawmill Creek und der Taughannock Creek. All diese Bäche werden befischt. Durch den Ort zieht sich im zentralen Hinterland von Nord nach Süd der sogenannte „Hector Backbone“, ein kleiner Bergrücken. Dieser ist geschichtlich für den Ort relevant.
Das Gestein unter dem Gemeindegebiet setzt sich vor allem aus Sandstein, Schiefer und Kalkstein zusammen. Diese bildeten sich vor rund 550 Mio. Jahren bis vor etwa 225 Mio. Jahren als Hector unter einem Urmeer lag.
Die Landfläche des Gemeindegebiets setzt sich aus 30,51 % Laubwald, 26,69 % Weideland, 13,98 % Anbaukulturen, 10,88 % aus Mischwäldern, 3,53 % Siedlungsgebiet und 14,41 % Sonstigem zusammen.

### Ausdehnung des Gemeindegebiets
Die Gemeinde erstreckt sich von West nach Ost von der Grenze zum Yates County im Seneca Lakes bis hin zur Grenze zum Tompkins County. Von Nord nach Süd erstreckt sich die Gemeinde von der Grenze zum Seneca County bis etwa zur Ortsgrenze zu Watkins Glen.
Auf dem Gemeindegebiet liegen Teile des Finger Lakes National Forest, dem einzigen National Forest im ganzen Bundesstaat New York. Dieser macht rund 25 % der Fläche der Gemeinde aus.

### Ortsgliederung
Hector ist in 11 Villages oder Hamlets gegliedert:
- Burdett: Sitz der Verwaltung
- Bennetsburg
- East Steamburg
- Hector
- Logan
- Mecklenburg
- Perry City
- Reynoldsville
- Searsburg
- Valois
- Smith Valley

### Klima
Das Klima ist humide kontinental.
|                        | Jan | Feb | Mär | Apr | Mai | Jun | Jul | Aug | Sep | Okt | Nov | Dez |   |      |
| Mittl. Temperatur (°C) | −4  | −4  | 1   | 8   | 14  | 19  | 22  | 21  | 17  | 11  | 5   | −2  | ⌀ | 9,1  |
| Mittl. Tagesmax. (°C)  | −1  | 1   | 6   | 13  | 20  | 26  | 28  | 27  | 22  | 16  | 9   | 2   | ⌀ | 14,1 |
| Mittl. Tagesmin. (°C)  | −8  | −8  | −4  | 2   | 8   | 13  | 16  | 15  | 11  | 6   | 1   | −5  | ⌀ | 4    |
|                        |     |     |     |     |     |     |     |     |     |     |     |     |   |      |
| Niederschlag (mm)      | 56  | 58  | 64  | 66  | 68  | 71  | 66  | 84  | 71  | 64  | 71  | 66  | Σ | 805  |
|                        |     |     |     |     |     |     |     |     |     |     |     |     |   |      |
| Regentage (d)          | 17  | 15  | 14  | 13  | 12  | 10  | 10  | 10  | 11  | 12  | 15  | 18  | Σ | 157  |
|                        |     |     |     |     |     |     |     |     |     |     |     |     |   |      |
| Luftfeuchtigkeit (%)   | 75  | 75  | 72  | 67  | 65  | 66  | 67  | 71  | 74  | 73  | 76  | 78  | ⌀ | 71,6 |

| −8 |

| −8 |

| −4 |

| 2 |

| 8 |

| 13 |

| 16 |

| 15 |

| 11 |

| 6 |

| 1 |

| −5 |

| −8 |

| −8 |

| −4 |

| 2 |

| 8 |

| 13 |

| 16 |

| 15 |

| 11 |

| 6 |

| 1 |

| −5 |

## Geschichte
Vor der Besiedlung durch Einwanderer wurde das Gebiet um Hector von Irokesen der Stämme der Seneca und Cayuga für mehr als 10.000 Jahre bewohnt. Während und kurz nach dem Amerikanischen Unabhängigkeitskrieg wurden die Indianer vertrieben, was 1779 aufgrund von Initiative durch General John Sullivan in Auftrag des Kongress erfolgte. Viele diese Indianer flüchteten hinter die britischen Linien bei Fort Niagara, da sie mit diesen verbündet waren. Dadurch wurde die indianische Siedlung Con Dan Haw  durch Truppen Sullivans, die 5000 Mann zählten, vollständig zerstört. Anschließend wurde das Land in 600 Acre großen Grundstücken weitestgehend als Sold an ehemalige Soldaten abgegeben. Das Gebiet wurde ab 1790 besiedelt und wurde am 30. März 1802 ein eigenständiger Ort. 1817 wurde Hector Teil des Tompkins County und 1854 in das neu gegründete Schuyler County überschrieben. Zwischen 1790 und 1850 zogen viele Bürger aus West-Massachusetts, Ost-New York und Pennsylvania in die Gegend. Diese neu Zugezogenen betätigten sich zumeist in der Landwirtschaft oder in der Holzfällerei.
Bis in die 1930er-Jahre wurde das Gebiet um Hector landwirtschaftlich bewirtschaftet. Dies lohnte sich jedoch bereits ökonomisch ab den 1890er-Jahren nicht mehr. Zusätzlich waren viele der Böden ausgelaugt und somit für eine weitere Bewirtschaftung ungeeignet. Viele  Bürger von Hector zogen in dieser Zeit in den Mittleren Westen um, da dort die Bodenqualität besser war. Dadurch kaufte die Bundesregierung ab 1938 etwa 130 bankrotte Landwirtschaftsbetriebe und formte aus diesen die Hector Land Use Area. Die Bauern wurden durch die Resettlement Administration und ab 1937 durch die Farm Security Administration umgesiedelt, die aufgrund dieser Strapazen der ländlichen Bevölkerung durch die Regierung Roosevelt gegründet wurde. Ursprünglich sollte auf diesem Gebiet die Wiederaufbereitung und Aufforstung von geschädigtem Boden anvisiert und die Nutzung von Weideflächen nachhaltiger gemacht werden, was in die Zuständigkeit des Soil Conservation Service fiel. In den frühen 1950er Jahren waren die Ziele erreicht worden und es kam zu einer erneuten Ansiedlung von Bauern.

### Bevölkerung
Laut dem Census 2020 belief sich das Durchschnittseinkommen auf 60'250 US-Dollar pro Jahr. Das durchschnittliche Alter betrug 44,4 Jahre. Große Teile der Bevölkerung sind konfessionslos oder atheistisch und die Protestanten hauptsächlich Presbyterianer.
Religiöse Zugehörigkeit in Hector
| Bevölkerung nach Geschlecht | Bevölkerung nach Geschlecht | Bevölkerung nach Geschlecht |
| --------------------------- | --------------------------- | --------------------------- |
| Männlich                    | 2497                        | 50,5 %                      |
| Weiblich                    | 2443                        | 49,5 %                      |
| Bevölkerung nach Rasse      |                             |                             |
| Indianer                    | 7                           | 0,1 %                       |
| Asiaten                     | 12                          | 0,2 %                       |
| Afroamerikaner              | 29                          | 0,6 %                       |
| Hawaiianer und Ozeanier     | 3                           | 0,06 %                      |
| Hispanics                   | 74                          | 1,5 %                       |
| Mit zwei oder mehr Rassen   | 46                          | 0,9 %                       |
| Weiße                       | 4749                        | 96,5 %                      |
| Quellen:                    |                             |                             |

## Kultur und Sehenswürdigkeiten

### Bauwerke

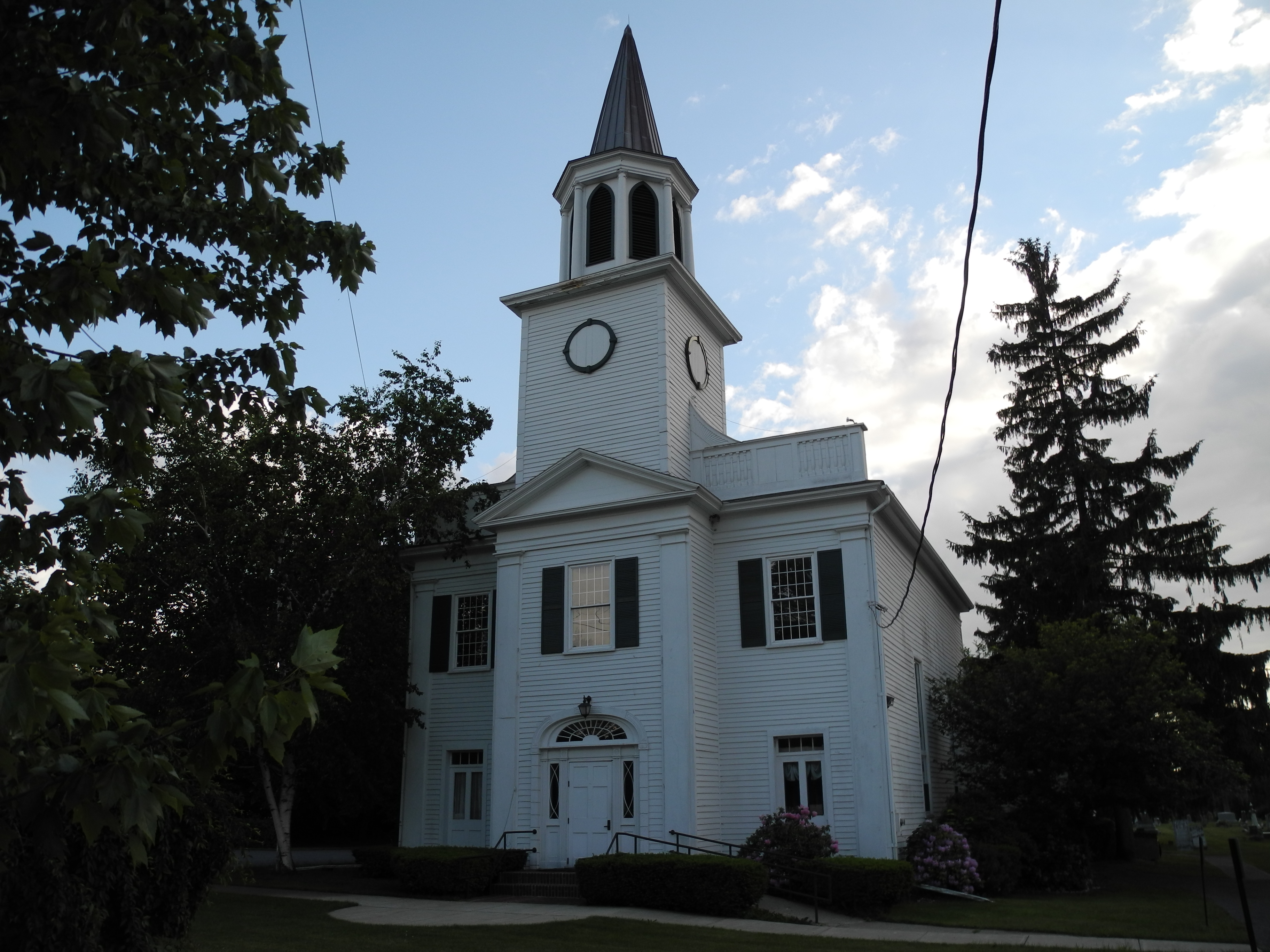
First Presbyterian Church of Hector (2013)

Das Kirchgebäude der First Presbyterian Church of Hector ist seit 2001 im National Register of Historic Places registriert. Die Kirchgemeinde wurde 1809 organisiert und 1818 wurde ihre heutige Kirche erbaut. Seit 1813 hat sie durchgängig Mitglieder. Seit 1932 werden durch das State Education Department in der Kirche Sonntagsschulen angeboten.

### Naturdenkmäler

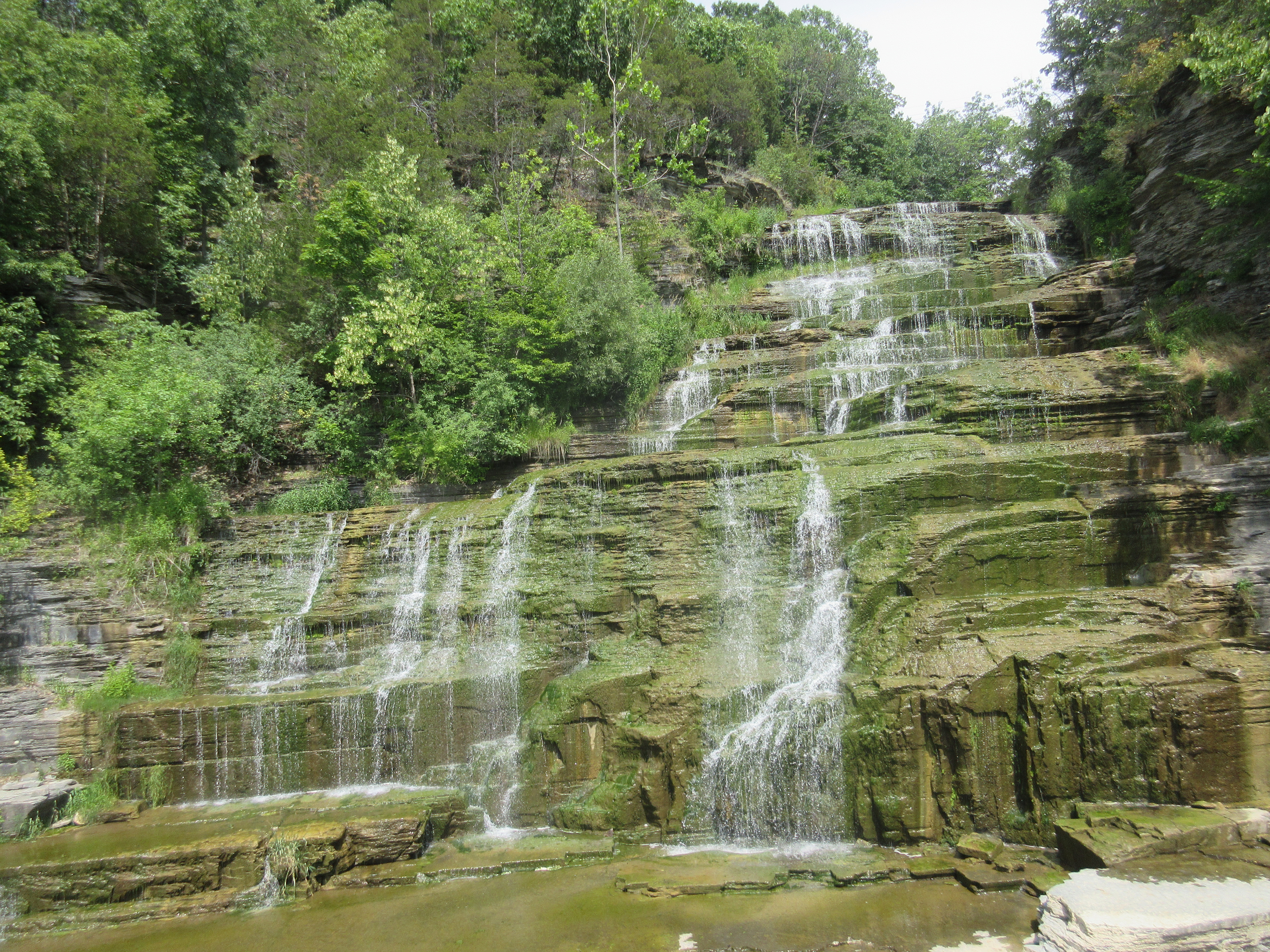
Hector Falls bei Niedrigwasser

Auf dem Gemeindegebiet liegen die Hector Falls. Sie bilden den Abschluss des Hector Falls Creek bei der Mündung in den Seneca Lake. Der Wasserfall ist runde 80 Meter hoch.

## Wirtschaft und Infrastruktur

### Verkehr
Der Ort wird von Nord nach Süd durch die New York State Route 414 und von West nach Ost von der New York State Route 79 erschlossen. Zudem verkehren durch gewisse Ortsteile Buslinien nach Ithaca und Watkins Glen.

### Weinbau
Hector und die Umgebung des Seneca Lakes sind durch ihren Weinbau bekannt. Gewisse dieser Weingute werden durch den touristischen Seneca Wine Trail miteinander verbunden. Die Weingute produzieren hauptsächlich Weine der Rebsorten Riesling, Pinot Noir, Chardonnay sowie Cabernet Franc. Das milde Makroklima der Umgebung des Sees soll den Weinbau beträchtlich begünstigen.

## Söhne und Töchter des Orts
- William B. Shattuc (1841–1911), Politiker